# Ургенишбаев, Идрис
Идрис Ургенишбаев (1912—1943) — сержант Рабоче-крестьянской Красной армии, участник Великой Отечественной войны, Герой Советского Союза (1944).

## Биография
Идрис Ургенишбаев родился 7 октября 1912 года в ауле Талды-Кум (ныне — Шалкарский район Актюбинской области Казахстана). После окончания Актюбинского педучилища руководил работал директором школы на своей родине. В январе 1942 года Ургенишбаев был призван на службу в Рабоче-крестьянскую Красную армию.
К сентябрю 1943 года сержант Идрис Ургенишбаев командовал отделением пулемётной роты 467-го стрелкового полка 81-й стрелковой дивизии 61-й армии Центрального фронта. Отличился во время битвы за Днепр. В ночь с 30 сентября на 1 октября 1943 года отделение Ургенишбаева переправилось через Днепр в районе деревни Глушец Лоевского района Гомельской области Белорусской ССР и принял активное участие в боях за захват и удержание плацдарма на его западном берегу, отразив 22 немецкие контратаки. В тех боях Ургенишбаев уничтожил более 90 солдат и офицеров противника. 6 октября 1943 года он погиб в бою. Похоронен в деревне Деражичи Лоевского района Гомельской области Белоруссии.
Указом Президиума Верховного Совета СССР «О присвоении звания Героя Советского Союза генералам, офицерскому, сержантскому и рядовому составу Красной Армии» от 15 января 1944 года за «образцовое выполнение боевых заданий командования по форсированию реки Днепр и проявленные при этом мужество и героизм» сержант Идрис Ургенишбаев посмертно был удостоен высокого звания Героя Советского Союза. Также был награждён орденами Ленина и Красной Звезды.
Память
В честь Ургенишбаева названы улица в Челкаре и школа на родине.